# Amstel Gold Race 2009
Amstel Gold Race 2009 foregik 19. april 2009. Det var den 44. udgave af Amstel Gold Race og det femte ProTour-løb i 2009-sæsonen. Sergej Ivanov vandt løbet foran Karsten Kroon.

## Resultat
|    | Rytter                | Hold             | Tid        |
| -- | --------------------- | ---------------- | ---------- |
| 1  | Sergej Ivanov         | Team Katusha     | 6t 38' 31" |
| 2  | Karsten Kroon         | Team Saxo Bank   | s.t.       |
| 3  | Robert Gesink         | Rabobank         | + 8"       |
| 4  | Philippe Gilbert      | Silence-Lotto    | s.t.       |
| 5  | Damiano Cunego        | Lampre-N.G.C.    | s.t.       |
| 6  | Alexandr Kolobnev     | Team Saxo Bank   | s.t.       |
| 7  | Simon Gerrans         | Cervélo TestTeam | s.t.       |
| 8  | Nick Nuyens           | Rabobank         | s.t.       |
| 9  | Christian Pfannberger | Team Katusha     | s.t.       |
| 10 | Andy Schleck          | Team Saxo Bank   | s.t.       |